# Une sale histoire (nouvelle)
Pour les articles homonymes, voir Une sale histoire.
Une sale histoire (Скверный анекдот), aussi connue en français sous le titre Une fâcheuse histoire, est une nouvelle de l'écrivain russe Fiodor Dostoïevski, parue en 1862.

## Résumé
Ivan Illitch Parlinski, fonctionnaire de haut rang, fait irruption au beau milieu de la réception de mariage de l'un des membres de son service. Cette arrivée inopinée suscite gêne, émoi et désordre.

## Thème
Réflexion sur la volonté de magnanimité des puissants, la nouvelle illustre quels mauvais effets peuvent avoir les bonnes intentions, surtout si leurs motivations sont intéressées.

## Éditions françaises
- Une sale histoire traduit par André Markowicz, Arles, 2001,  Ed. Actes Sud, Collection Babel  (ISBN 2 7427 3448 1)